# السكان الأصليون للساحل الشمالي الغربي للمحيط الهادئ

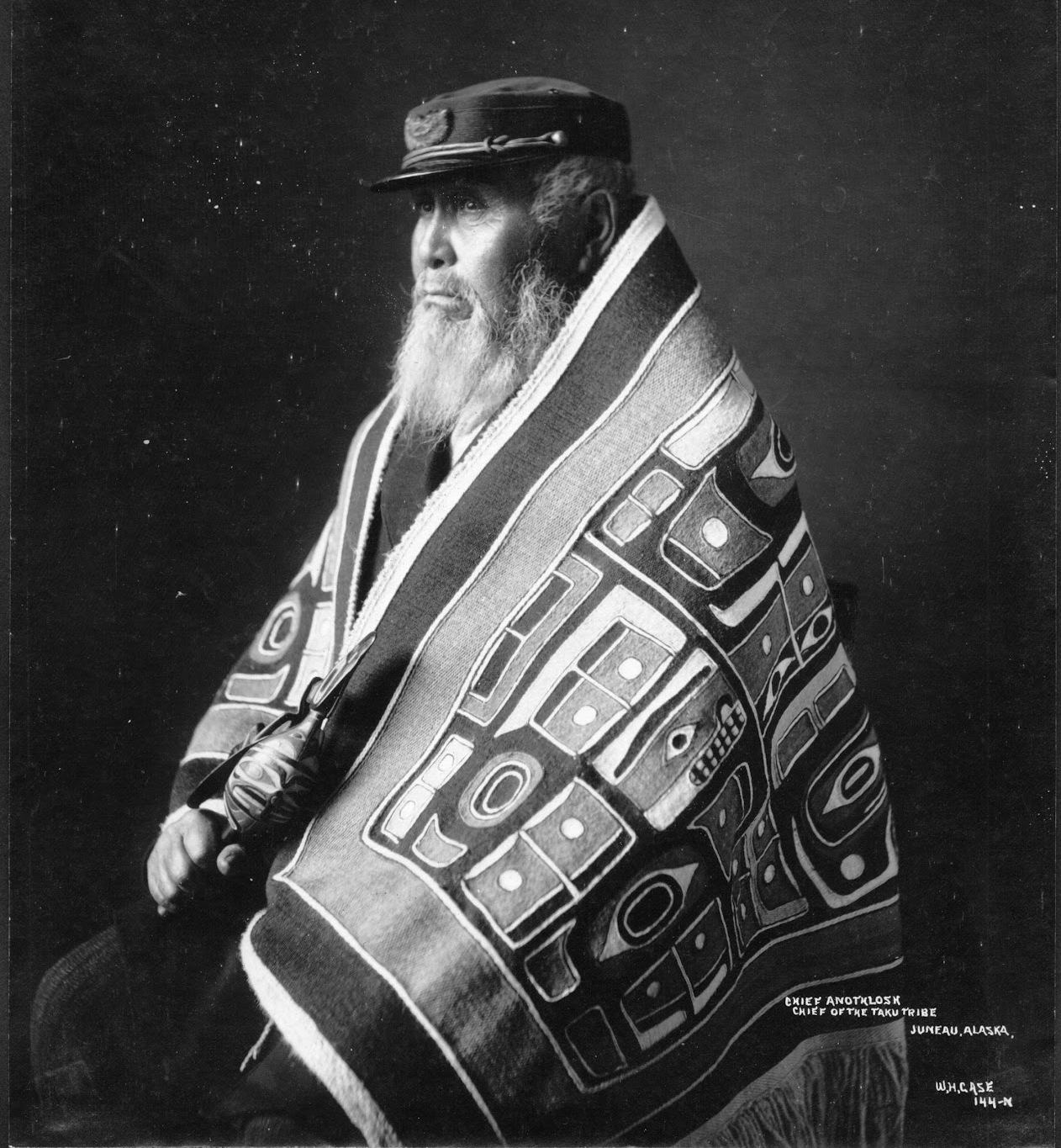
رئيس قبيلة تاكو 1913

يضم سكان الساحل الشمالي الغربي للمحيط الهادئ من الشعوب الأصلية أممًا وقبائل متعددة، لكل منها هويتها الثقافية والسياسية الفريدة. تربط بينهم معتقدات وتقاليد وممارسات مشتركة، أبرزها المكانة المحورية للسلمون باعتباره موردًا أساسيًا ورمزًا روحانيًا، إلى جانب تنوع أساليب الزراعة والمعيشة. يشير مصطلح «الساحل الشمالي الغربي» أو «الساحل الشمالي الغربي للمحيط الهادئ» في علم الأنثروبولوجيا إلى المجموعات الأصلية التي تستوطن السواحل الممتدة عبر ما يُعرف اليوم بمقاطعة كولومبيا البريطانية وولاية واشنطن وأجزاء من ألاسكا وأوريغون وشمال كاليفورنيا. في المقابل، يُستخدم مصطلح «المحيط الهادئ الشمالي الغربي» بشكل أكثر شيوعًا في السياق الأمريكي.
في إحدى الفترات، سجلت هذه المنطقة أعلى كثافة سكانية بين المناطق التي استوطنها السكان الأصليون في كندا. في إحدى الفترات، احتضن الساحل الشمالي الغربي للمحيط الهادئ أكثر المناطق كثافة سكانية بين الشعوب الأصلية المسجلة في كندا. وفرت الأرض والمياه موارد طبيعية وفيرة، كان من أبرزها خشب الأرز والسلمون، مما أسهم في تطور ثقافات ذات تنظيم عالٍ داخل مجتمعات اتسمت بكثافة سكانية نسبية.
ظهرت في هذه المنطقة العديد من الأمم، وتميزت كل منها بتاريخها وثقافتها ومجتمعها الخاص. ورغم تشابه بعض الحضارات في جوانب عدة، مثل المكانة البارزة للسلمون في تقاليدها، فإن حضارات أخرى اختلفت عنها في بعض السمات. قبل الاحتكاك بالمستعمرين، ولمدة وجيزة بعد الاستعمار، خاضت بعض هذه المجموعات حروبًا فيما بينها من خلال غارات وهجمات متكررة. وخلال هذه النزاعات، أسروا أفرادًا لاستخدامهم عبيدًا.

## الأمم

### الإياك
يستوطن شعب الإياك دلتا نهر كوبر شمال الشريط الساحلي لألاسكا، ويتركز معظمهم اليوم في محيط مدينة كوردوفا بالولاية نفسها.

### تلينغيت
يُعد شعب التلينغيت من أقصى الشعوب الأصلية شمالًا على ساحل المحيط الهادئ الشمالي الغربي. يطلقون على أنفسهم اسم «Lingít» [ɬɪŋkɪ́t]، ويعني «الإنسان». أما الاسم الروسي «Koloshi» فمشتق من مصطلح أليوطي يشير إلى الحلقة الشفوية (الشَّفِيْهة)، ويظهر الاسم الألماني المرتبط به، «Koulischen»، في بعض المصادر التاريخية القديمة.
يعيش شعب التلينغيت في مجتمع يقوم على النسب الأمومي، وقد طوّروا ثقافة معقدة تعتمد على الصيد والجمع داخل الغابات المطيرة المعتدلة الممتدة عبر الشريط الساحلي لألاسكا والمناطق الداخلية المجاورة لما يُعرف اليوم بمقاطعة كولومبيا البريطانية.

### الهايدا
يُشتهر شعب الهايدا بمهارتهم الفائقة في الأعمال الخشبية والمعدنية والتصميم، إلى جانب عزيمتهم القوية وجهودهم المستمرة في الحفاظ على الغابات. تمتد موطنهم عبر غابات شاسعة من أشجار الأرز والتنوب، وهي أرض يعود تاريخها إلى ما قبل العصر الجليدي ويُقدر عمرها بنحو 14,000 عام.
اشتهر الهايدا بفنونهم المعمارية وأعمالهم الفنية، حيث أبدعوا في تزيين الخشب بأسلوب زخرفي متقن. وزخرفوا الأدوات اليومية برسوم لكائنات خارقة ورموز أخرى، معتمدين على أسلوب فني تقليدي فريد.
تتمركز مجتمعات الهايدا في جزيرة برينس أوف ويلز بولاية ألاسكا وفي هايدا غواي بمقاطعة كولومبيا البريطانية، التي كانت تُعرف سابقًا باسم جزر الملكة شارلوت. وتتشارك هذه المجتمعات حدودها مع شعوب أصلية أخرى، مثل التلينغيت والتسيمشيان.
اشتهر الهايدا بشن غارات بعيدة المدى وأسر الأفراد لاستعبادهم، كما كثفوا رحلاتهم إلى كاليفورنيا لغرض التجارة.

### التسيمشيان
يعيش شعب التسيمشيان، الذي يعني اسمه «شعب داخل نهر سكينا»، في محيط مدينتي تيراس وبرينس روبرت على الساحل الشمالي لمقاطعة كولومبيا البريطانية، ويمتد وجودهم إلى أقصى الزاوية الجنوبية من ألاسكا في جزيرة أنيت. يقدر عددهم بنحو 10,000 شخص، ويقيم حوالي 1,300 منهم في ألاسكا.
يعتمد نظام الوراثة في مجتمع التسيمشيان على النسب الأمومي، حيث يُحدد موقع الفرد في المجتمع وفقًا لعشيرته أو جماعته الفرعية، التي تنقسم إلى أربع مجموعات متساوية. تقوم أربع عشائر رئيسية بتشكيل البنية الأساسية لهذه الجماعات، حيث يشكل كل من عشيرة «Laxsgiik» (عشيرة النسر) و«Ganhada» (عشيرة الغراب) نصف المجتمع، بينما يشكل «Gispwudwada» (عشيرة الحوت القاتل) و«Laxgibuu» (عشيرة الذئب) النصف الآخر.
قبل احتكاكهم بالأوروبيين، حُرّم الزواج بين أفراد المجموعة الواحدة، مثل الزواج بين شخص من عشيرة الذئب وآخر من عشيرة الحوت القاتل، حتى في غياب صلة قرابة دموية، إذ اعتُبر من المحرمات. لذلك، اقتصرت الزيجات على أفراد ينتمون إلى عشائر من نصفين مختلفين، مثل الزواج بين شخص من عشيرة الحوت القاتل وآخر من عشيرة الغراب أو النسر.

### الغيتكسان
يُعرف شعب الغيتكسان، الذي يعني اسمهم «شعب نهر سكينا»، مع شعب النسغا باسم «التسيمشيان الداخليين». يتحدثون لغة قريبة من لغة النسغا، وكلتاهما ترتبط بلغة التسيمشيان الساحلية، وهو المصطلح الإنجليزي المستخدم للإشارة إلى لغة التسيمشيان المنطوقة على الساحل.
رغم إقامتهم في المناطق الداخلية، تنتمي ثقافتهم إلى ثقافات الساحل الشمالي الغربي، حيث يشتركون في العديد من السمات الثقافية، مثل النظام العشائري، والأسلوب الفني المتقدم، وزوارق الحرب. يرتبطون أيضًا بتحالف تاريخي مع شعب ويتʼسُوويتʼن، وهم مجموعة فرعية من داكله (أو شعب «كاريير»). خاضوا معًا معركة قانونية بارزة ضد مقاطعة كولومبيا البريطانية، عُرفت باسم Delgamuukw v. British Columbia، وتمحورت حول حقوق الأراضي.

### الهايسلا
يشكل شعب الهايسلا إحدى الأمم الأصلية التي تعيش في منطقة كيتامات على الساحل الشمالي لمقاطعة كولومبيا البريطانية في كندا. يُشتق اسم هايسلا من الكلمة في لغتهم x̣àʼisla أو x̣àʼisəla، وتعني «الأشخاص الذين يعيشون عند مصب النهر أو في المناطق السفلى من النهر».

### الهيلتسوك
يشكل شعب الهيلتسوك إحدى الأمم الأصلية التي تسكن الساحل الأوسط لمقاطعة كولومبيا البريطانية في كندا، ويتركز وجودهم في بيلا بيلا وكليمتو.
ينتمي الهيلتسوك إلى عدة مجموعات قبلية اندمجت في بيلا بيلا خلال القرن التاسع عشر. ويستخدمون اسمهم الأصلي «هيلتسوك» تفضيلًا، بينما أطلق عليهم علماء الأنثروبولوجيا اسم «بيلا بيلا»، الذي يعد الأكثر شيوعًا بين العامة.

### النوكسالك
ينتمي شعب النوكسالك، المعروف أيضًا باسم «بيلا كولا»، إلى الأمم الأصلية في الساحل الأوسط، ويشكل المجموعة الأكثر شمالًا ضمن ثقافات الساليش الساحلية.
صنّف اللغويون لغة النوكسالك الساليشية على أنها مستقلة عن مجموعتي الساليش الداخلية والساليش الساحلية، إذ تتميز باختلاف واضح عن لغات جيرانهم على الساحل، رغم احتوائها على عدد كبير من الكلمات المستعارة من اللغات الواكاشانية. يُعتقد أن النوكسالك كانوا أكثر ارتباطًا بشعوب الساليش الداخلية، لكن انتشار المجموعات الناطقة باللغات الأثاباسكانية جنوبًا أدى إلى عزلهم عن أقاربهم اللغويين.

### الوويكينوكف
ينتمي شعب الوويكينوكف، المعروف أيضًا باسم «الأويكينو» أو «شعب ريفرز إنليت» نسبةً إلى موقعهم، إلى إحدى المجموعات الأصلية التي تتحدث لغة قريبة من الهيلتسوك تُعرف باسم «وويكيالا» أو «أويكيالا». تُعد هذه اللهجات جزءًا من لغة لا تحمل اسمًا مستقلًا، حيث يشير إليها اللغويون باسم «هيلتسوك-أويكيالا».
في الماضي، أُدرج شعب الوويكينوكف خطًا ضمن مجموعة الكواكيُوتل الشمالي، إلى جانب الهيلتسوك والهايسلا، بسبب التشابه اللغوي بين لغتهم ولغة «كواكʼوالا». وكغيرهم من الشعوب الساحلية، تراجع عددهم بشكل كبير اليوم، رغم أنهم كانوا في السابق حرفيين بارعين في النحت والرسم، وامتلكوا نظامًا عشائريًا وطقوسًا متقنة.
امتدت أراضيهم حول بحيرة أويكينو، وهو مضيق بحري ذو مياه عذبة يتصل بمجرى نهري قصير عند رأس ريفرز إنليت. كما استوطنوا الساحل الممتد على طول المضيق وصولًا إلى جزيرة كالفرت/كويي.